# Томалин, Клэр
Клэр Томалин (Claire Tomalin, урожд. Delavenay; род. 20 июня 1933, Лондон) — британо-английская писательница, биограф. Перед чем литературный редактор New Statesman и Sunday Times.
Вице-президент Королевского литературного общества, его фелло, иностранный член Американского философского общества (2012).
Родилась в семье француза и англичанки. Её родители часто конфликтовали и разошлись, когда ей было семь лет. Клэр обратилась к книгам и много читала. Училась в кембриджском Ньюнэм-колледже. Работала в издательском деле, после в журналистике — в качестве литературного редактора New Statesman, затем Sunday Times.
В 1974 году выпустила свою первую книгу The Life and Death of Mary Wollstonecraft.
Среди её отличий: мемориальная премия Джеймса Тейта Блэка (1990), Готорнденская премия (1991), премия Коста (2002), Rose Mary Crawshay Prize (2003), Bodley Medal (2018). Почётный доктор Кембриджа, UEA и др.
Есть дети и внуки, супруг — Майкл Фрейн. Проживает в Лондоне. Её первый супруг был журналистом и погиб в 1973 году.

## Публикации
Переводилась на многие языки.
- The Life and Death of Mary Wollstonecraft (1974)
- Shelley and His World, 1980
- Katherine Mansfield: A Secret Life, 1987
- The Invisible Woman: the story of Nelly Ternan and Charles Dickens, 1991
- Mrs Jordan’s Profession, 1994
- Jane Austen: A Life, 1997
- Several Strangers: Writing from Three Decades (1999)
- Samuel Pepys: the Unequalled Self, 2002
- Thomas Hardy: The Time-Torn Man (2006)
- Charles Dickens: A Life (2011)
- A Life of My Own (2017)